# En camino
«En camino» es una canción de la banda de rock argentina Soda Stereo, escrita por Gustavo Cerati, Isabel de Sebastián y Charly Alberti. Apareció originalmente en el disco titulado Signos de 1986.

## Letra
La letra, algo ambigua, menciona que "no puede esperar hasta fin de siglo", y desea sentir "tu cuerpo acercándose". Algo de similitud hay entre esta canción y la primera de Signos, Sin sobresaltos.
Algunas líneas de la canción son líneas anteriores de la misma canción combinadas. Por ejemplo, un párrafo de la canción termina con "Estamos en camino entre los espejismos". Otro con, "No puedo esperarte hasta fin de siglo". La última línea de la canción los combina, siendo, "Estamos en camino hasta fin de siglo". Muchas líneas de la canción se combinan de esta forma.
Una sección de la canción, diferente a las demás, menciona que "No le asustan los desvíos, los puentes" y que sólo desea "seguir acercándose". Los desvíos, o los puentes, son metáforas a diferentes caminos de la vida, y especifica que no les teme.

## Música
La versión original comienza con diferentes sonidos de bajo, guitarra y piano, junto a unos "beats" a una velocidad algo rápida. Luego, la batería comienza, mostrando un ritmo rápido, así siguiéndola los otros instrumentos. La canción acaba de la misma manera como comenzó, aunque el piano toca la última nota de la canción.
Los remixes, muy parecidos entre sí, del álbum Rex Mix, contienen sonidos electrónicos. El mix de Viva La Patria termina con golpes de baterías separados por algunos segundos, mientras que el Veranex mix termina con una explosión limpia; este mix también tiene una explosión anterior.
La versión de la gira Me Verás Volver, es más "rockeada". Fue incluida como material extra, en el segundo DVD de la gira.

## Versiones
Dos nuevas versiones de la canción aparecerían más tarde en 1991 en el álbum Rex Mix, con los nombres de «En camino (Viva La Patria mix)» y «En camino (Veranex mix)». A pesar de ser remixes, nuevas voces para la canción fueron grabadas. Pese a ser dos remixes creados por personas diferentes, tienen un gran parecido entre sí. Uno de los dos está en vivo, aunque no está claro cuál, pues ambos tienen sonidos de público, pero iguales, significando que uno puede haber sido remix de otro. El segundo remix fue usado en el concierto despedida de 1997 e incluida en DVD de El Último Concierto; en ambas como introducción.
En la gira Me Verás Volver de la banda, fue tocada solamente una vez, en el primer concierto de la gira. Cerati, antes de tocarla, la mencionó como "uno de los temas de soda que más le gusta". Fue pocas veces interpretado en vivo, por ejemplo en la Gira Signos apenas en algunos shows de 1987 la incluyeron, en un solo show de la Gira Doble Vida, en diciembre de 1988, pero en la segunda parte de la Gira Animal (1991-1992) fue interpretada en todos los shows, en una re-version del mismo, como se ve en el disco Rex Mix de 1991. En la Gira Dynamo (1992-1993) fue interpretada también en todos los shows, y no se volvió a tocar en vivo hasta la primera fecha de la Gira Me Verás Volver, el 19 de octubre de 2007 en el Estadio River Plate en Buenos Aires.